# Glywyssing

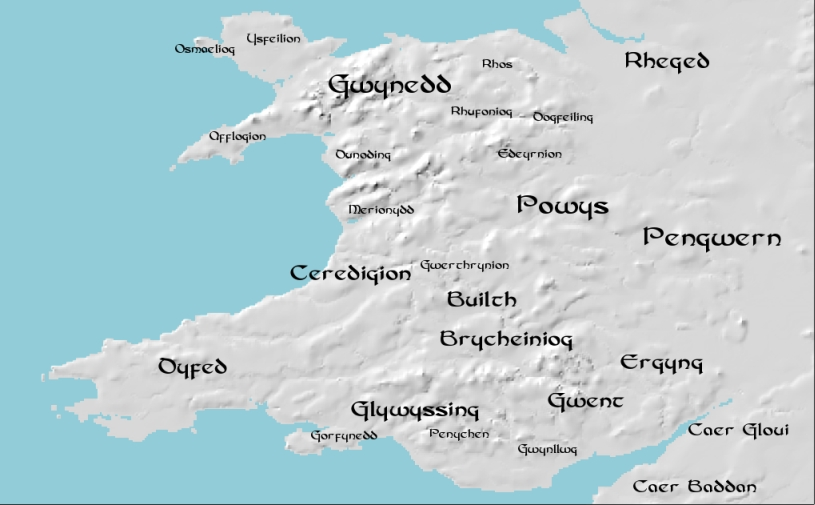
Galles nel V secolo

Il Glywyssing fu un regno medioevale del Galles, fondato attorno al 437 da Owain Finddu, figlio di Magno Massimo, che probabilmente morì combattendo contro i razziatori irlandesi. Il Glywyssing era situato a ovest del Gwent ed era conosciuto come Cernyw (spesso confuso con il Cerniw della Dumnonia occidentale). Divenne Glywyssing dal tempo di Glywys Cernyw. Comprendeva tre regioni, che attorno al 480, dopo la morte di Glywys, andarono ai suoi tre figli, che diedero così vita ai regni separati o sub-regni di Gwynllg (l'area più orientale, confinante con il Gwent e con capitale ad Allt Wynllyw sulla collina di Stow), Penychen (area centrale, con capitale a Nant Pawl) e Gorfynedd (l'area più occidentale, che includeva la penisola di Gower, con centro a Llaniltud Fawr). Queste tre aree furono spesso governate come regni separati o regni satelliti, con una delle tre che manteneva nominalmente il potere supremo. Dalla prima metà del IX secolo, il regno sembra dipendere dal Gwent. Nel X secolo cambiò di nuovo nome in Morgannwg (oggi Glamorgan), in onore del potente re Morgan Hen Fawr.